# IC 863
IC 863 ist eine linsenförmige Galaxie mit ausgedehnten Sternentstehungsgebieten vom Hubble-Typ SB0/a im Sternbild Jungfrau nördlich der Ekliptik. Sie ist schätzungsweise 107 Millionen Lichtjahre von der Milchstraße entfernt und hat einen Durchmesser von etwa 40.000 Lichtjahren.
Im selben Himmelsareal befinden sich u. a. die Galaxien NGC 5037, NGC 5047, NGC 5049, NGC 5054.
Hier wird der Supernova-Kandidat Gaia 16afw beobachtet.
Das Objekt wurde am 25. Mai 1892 vom französischen Astronomen Stéphane Javelle entdeckt.